# Boesenbergia tiliifolia
Boesenbergia tiliifolia är en enhjärtbladig växtart som först beskrevs av John Gilbert Baker, och fick sitt nu gällande namn av Carl Ernst Otto Kuntze. Boesenbergia tiliifolia ingår i släktet Boesenbergia och familjen Zingiberaceae. Inga underarter finns listade i Catalogue of Life.

## Bildgalleri

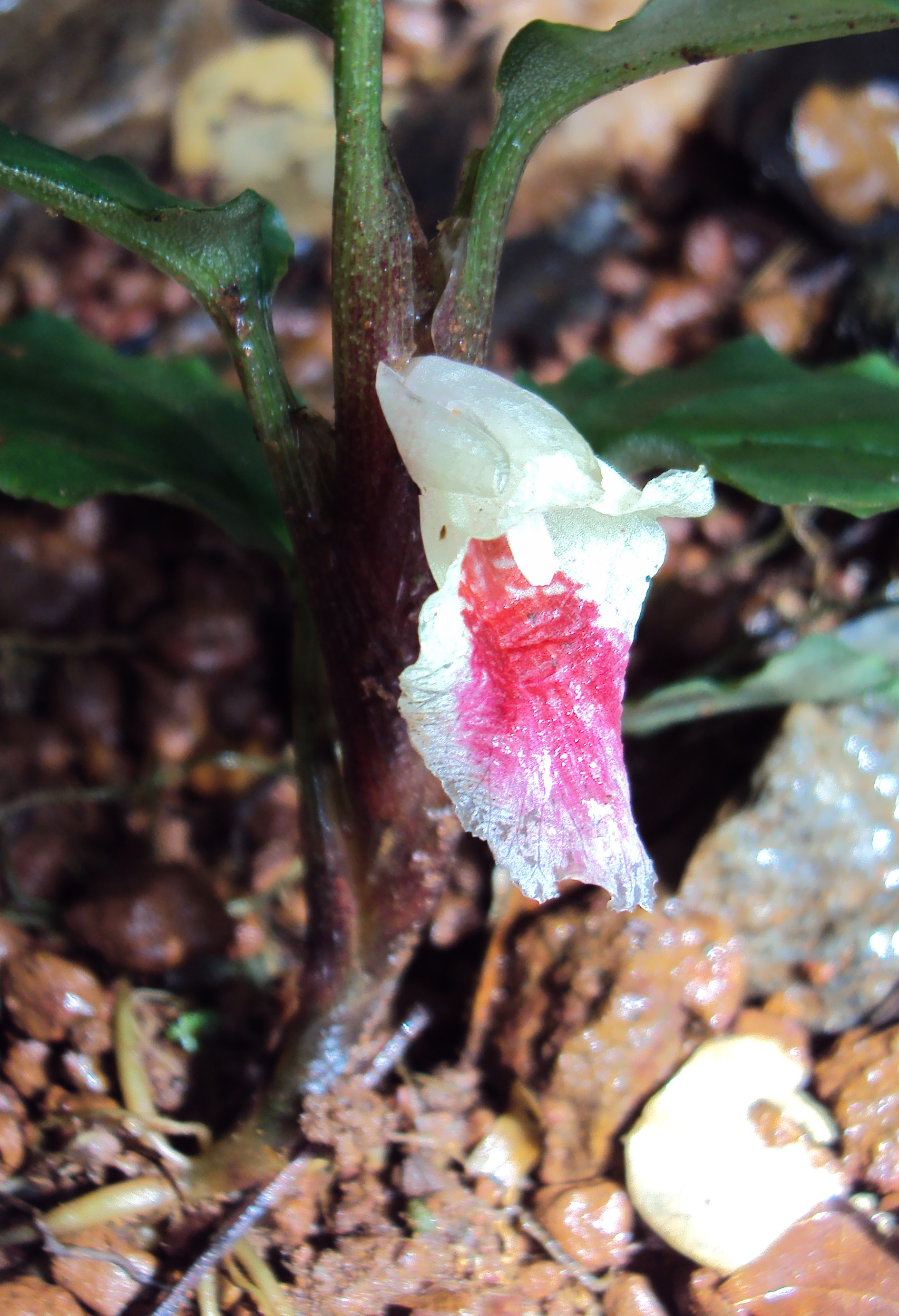
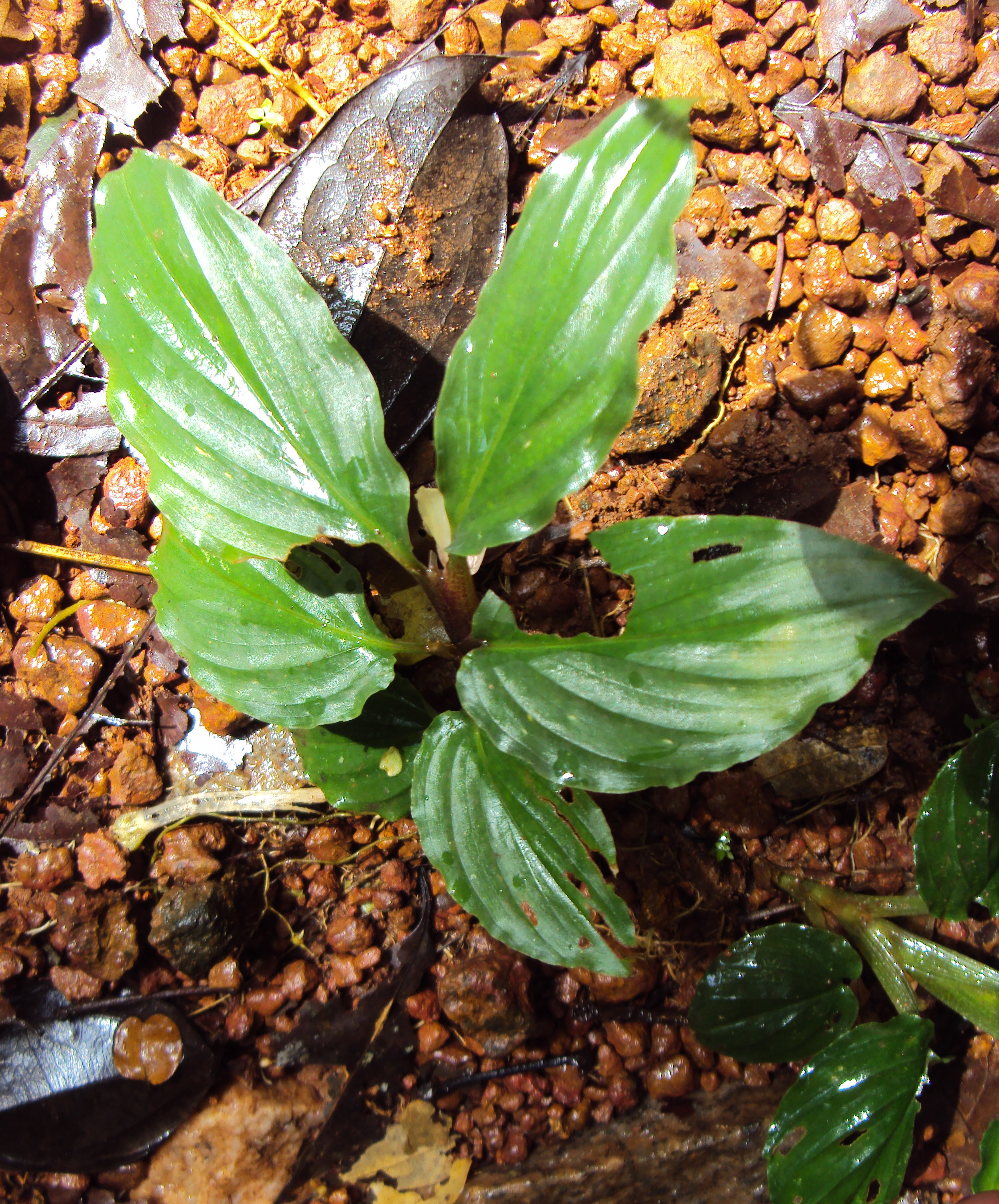
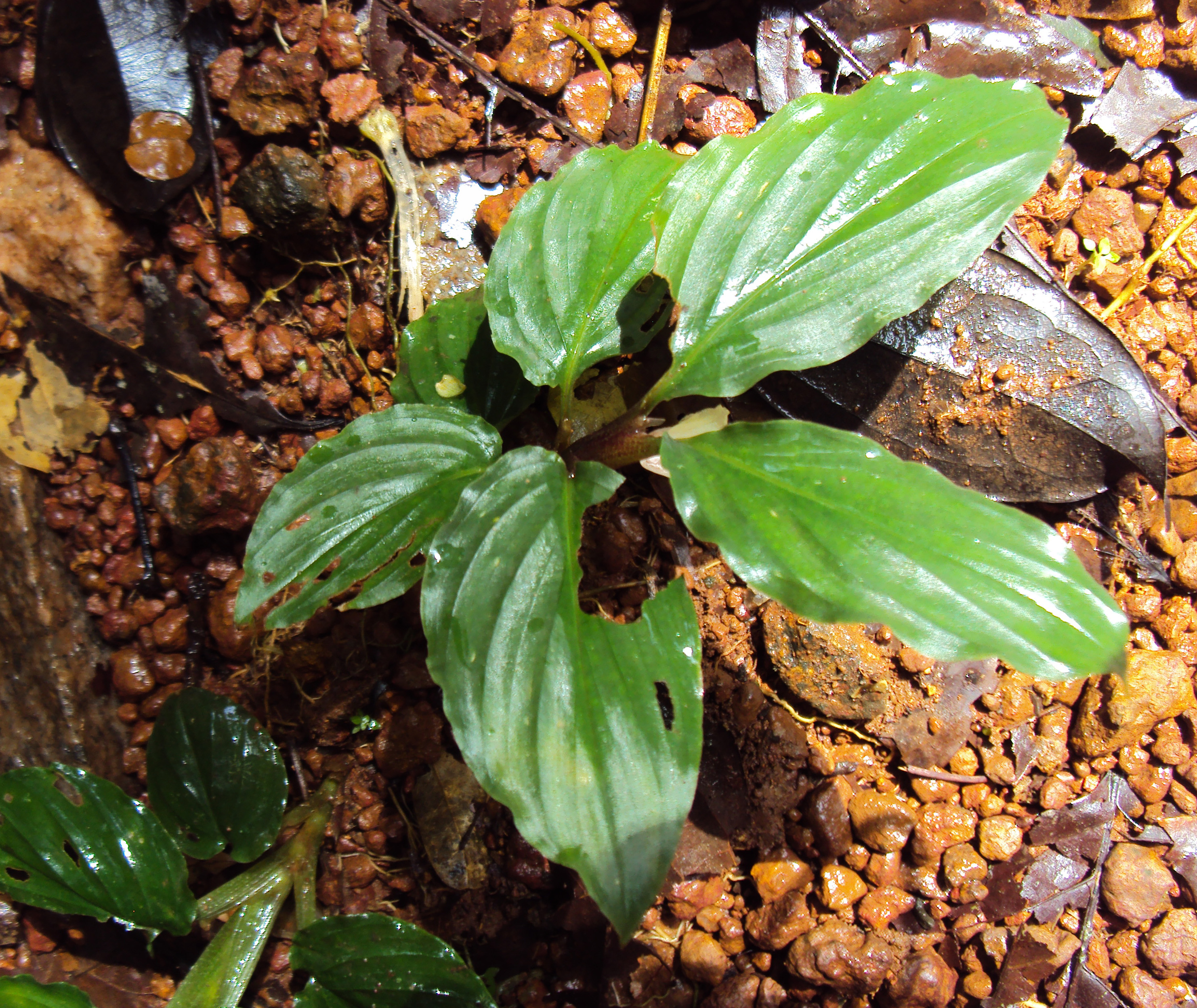
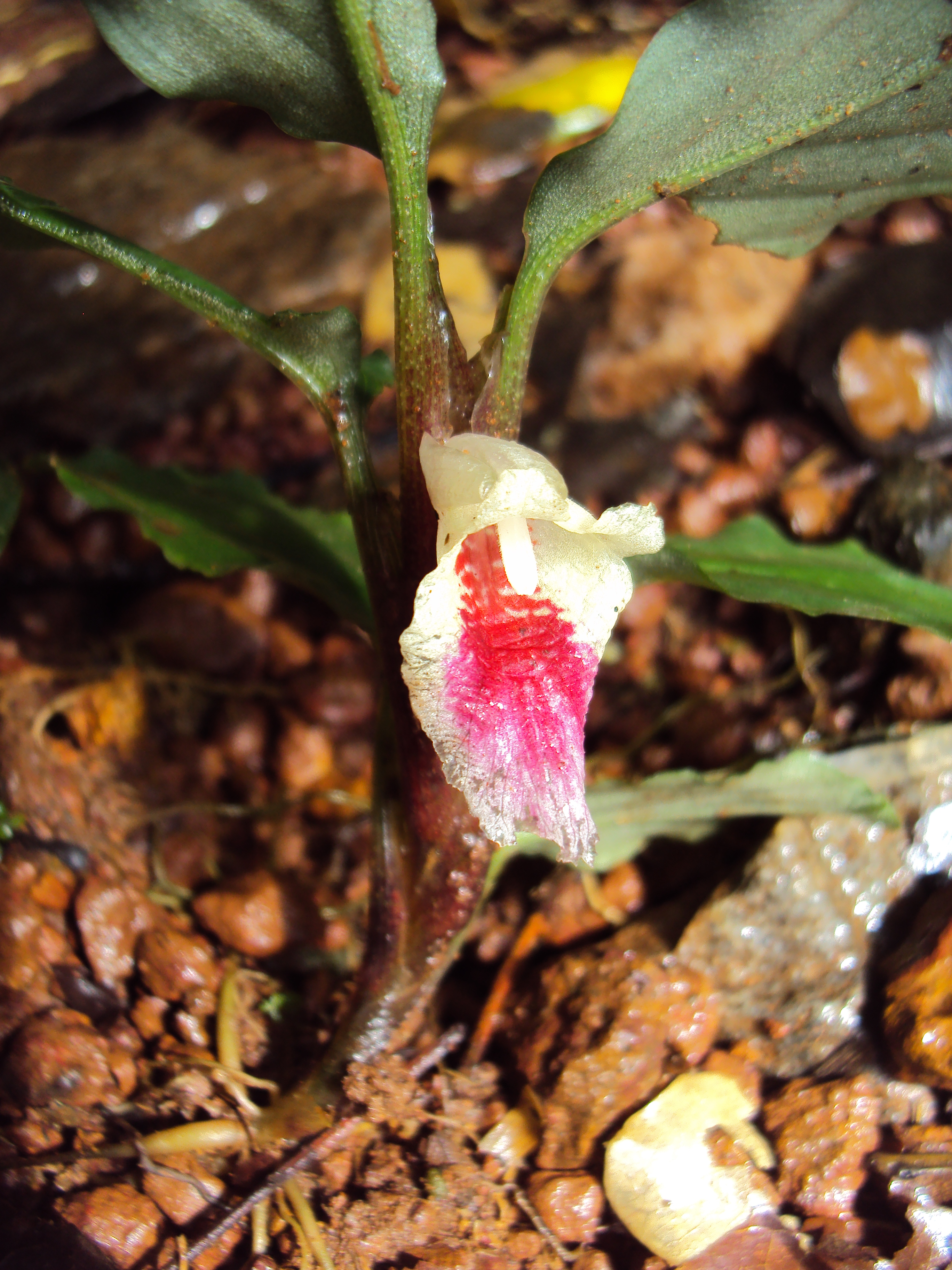